# 마이클 (2026년 영화)
《마이클》(영어: Michael)은 2026년 개봉 예정인 미국의 전기, 뮤지컬 드라마 영화이다. 가수 마이클 잭슨의 삶을 다룬 작품이며, 앤트완 퓨콰가 감독을 맡았다. 마이클의 친조카인 가수 자파 잭슨이 마이클 역을 맡는다.

## 출연진
- 자파 잭슨/줄리아노 크루 발디(아역) - 마이클 잭슨 역
- 콜먼 도밍고 - 조 잭슨 역
- 니아 롱 - 캐서린 잭슨 역
- 마일스 텔러 - 존 브랭카 역
- 저말 R. 헨더슨/제이든 하빌(아역) - 저메인 잭슨 역
- 트레이 호턴/제일런 린든 헌터(아역) - 말런 잭슨 역
- 라이언 힐/주다 에드워즈(아역) - 티토 잭슨 역
- 조지프 데이비드존스/너새니얼 로건 매킨타이어(아역) - 재키 잭슨 역